# St. Johannes Bosco (Unterpfaffenhofen)

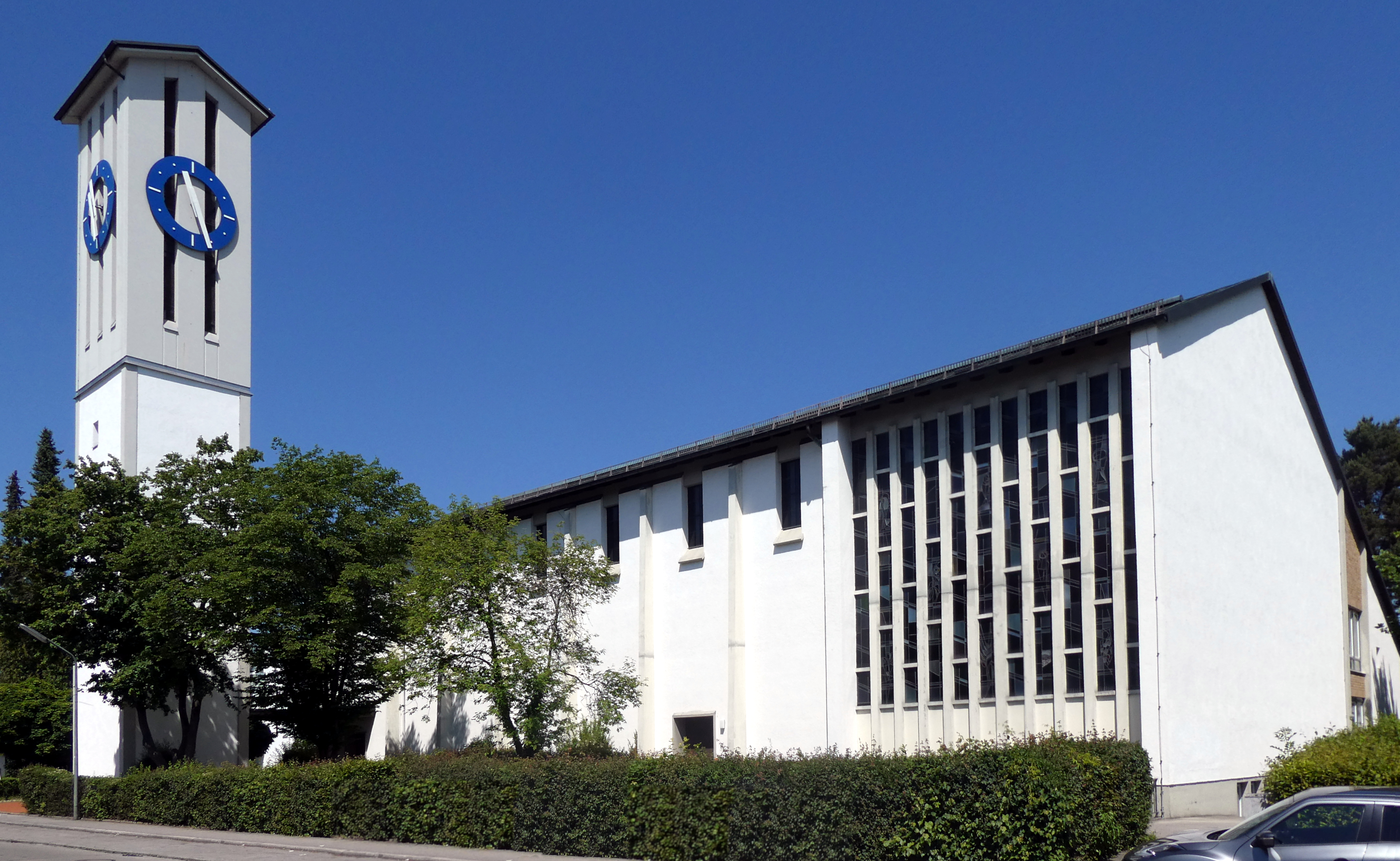
Außenansicht der Pfarrkirche

St. Johannes Bosco ist eine römisch-katholische Pfarrkirche im Orteilsteil Unterpfaffenhofen der Gemeinde Germering, die im Jahr 1956 eingeweiht wurde.

## Geschichte
Nach dem Zweiten Weltkrieg wuchs die damalige Gemeinde Unterpfaffenhofen besonders südlich der Bahnstrecke stark an. Dadurch verlagerte sich das Ortszentrum von der bisherigen Pfarrkirche St. Jakob Richtung Südosten. Die bisherige Kirche wurde zu klein und der Weg für die Gläubigen zu weit. Deshalb wurde an der Otto-Wagner-Straße ein Grundstück erworben und am 13. November 1955 der Grundstein für eine neue Kirche gelegt. Am 15. Oktober 1956 folgte die Einweihung, womit sie als erste in Deutschland nach Don Bosco benannt wurde. Das Patrozinium wird am 31. Januar gefeiert.
Im Jahr 2008 wurde die Sanierung der Turmuhr mit 4000 Euro von der Gemeinde Germering bezuschusst. Im Jahr 2010 sollte die Betonkonstruktion des Kirchturms saniert werden, was sich als unrentabel erwies. Deshalb wurde die Turmspitze von einer Spezialfirma abgehoben und abgebrochen. In der Folge wurde der abgenommene Teil originalgetreu wieder aufgebaut.
Im Jahr 2011 wurde die Gemeinde Teil der „Stadtkirche Germering“.

## Architektur und Ausstattung
Die Pfarrkirche ist nach Osten ausgerichtet und hat ein leicht abfallendes Satteldach. Der freistehende Kirchturm befindet sich an der Südwestecke der Kirche. Der Innenraum der Kirche ist schlicht gehalten, wobei die Altarrückwand mit roten Ziegeln, die Seitenwände aber weiß gestrichen sind. Der Altar steht als Volksaltar am Kopfende des Saalbaus.

## Orgel

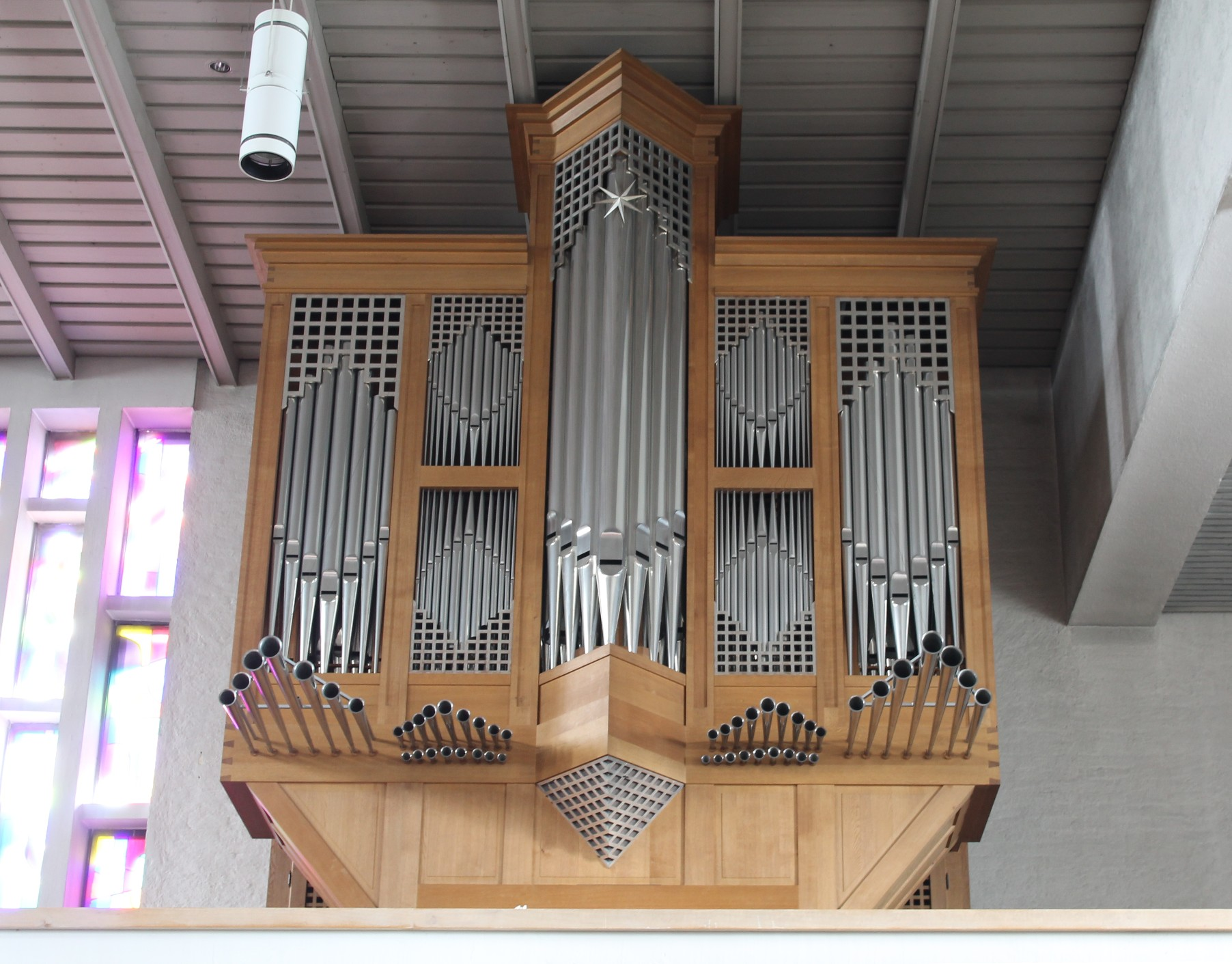
Die Riegner & Friedrich-Orgel

Die Orgel wurde 1990 von Riegner & Friedrich gebaut. Sie hat 30 Register auf zwei Manualen und Pedal. Die Disposition lautet:
| I Hauptwerk    |        |
| Bourdon        | 16′    |
| Principal I–II | 8′     |
| Copl           | 8′     |
| Octave         | 4′     |
| Flöte          | 4′     |
| Quinte         | 2 ⁄3′  |
| Octave         | 2′     |
| Terz           | 1 3⁄5′ |
| Mixtur V       | 2′     |
| Trompete       | 8′     |
| Chamade        | 8′     |
| Zimbelstern    |        |

| II Recit expressiv |        |
| Bourdon            | 8′     |
| Flute harmonique   | 8′     |
| Gambe              | 8′     |
| Prestant           | 4′     |
| Flute octaviante   | 4′     |
| Voix céleste       | 4′     |
| Nasat              | 2 ⁄3′  |
| Doublette          | 2′     |
| Tierce             | 1 3⁄5′ |
| Plein-jeu IV       | 1 ⁄3′  |
| Trompette harm.    | 8′     |
| Clairon harm.      | 4′     |
| Voix humaine       | 8′     |
| Tremulant          |        |

| Pedal     |     |
| Principal | 16′ |
| Subbaß    | 16′ |
| Octave    | 8′  |
| Octave    | 4′  |
| Bombarde  | 16′ |
| Posaune   | 8′  |

- Koppeln: II/I, I/P, II/P
- Bemerkungen: Schleiflade, mechanische Spiel- und Registertraktur

## Jahreskrippe
Die von Josef Wagner geschaffene Jahreskrippe wurde 2016 vom Heimatverein angekauft und umfasst 300 Figuren. Sie wird nach einer Restaurierung seit 2018 wieder in der Kirche gezeigt.

## Glocken
Ungewöhnlich ist die Anschaffung des vierstimmigen Geläutes (cis1 - e1 - fis1 - a1) aus Gussstahl beim Bochumer Verein im Jahr 1956, da zu diesem Zeitpunkt bereits alle Kirchenglocken wieder aus Bronze angeschafft wurden.